# Rue du Mont-Valérien (Saint-Cloud)
Pour les articles homonymes, voir Rue du Mont-Valérien.
La rue du Mont-Valérien est une voie de communication située à Saint-Cloud.

## Situation et accès

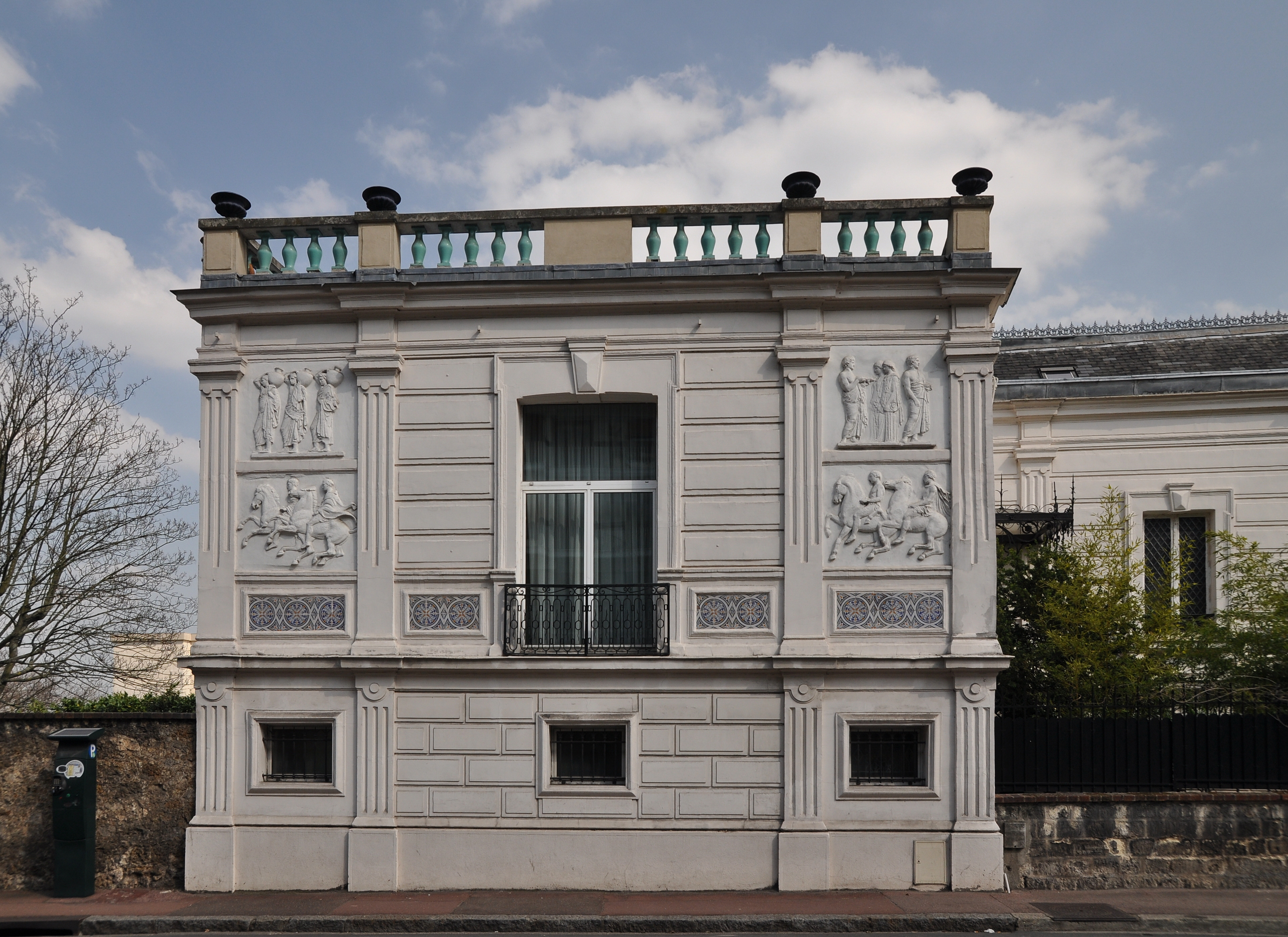
No 2, rue du Mont-Valérien.

Orientée nord-sud, cette rue part du croisement du boulevard de la République, du boulevard Henri-Sellier et de la rue du Val-d'Or. Longeant la ligne de Paris-Saint-Lazare à Versailles-Rive-Droite, elle se termine dans l'axe de la rue Armengaud, au croisement du « pont des Trois-Pierrots » qui mène à la rue du Calvaire.
Le nom de ce pont provient de l'enseigne d'une ancienne guinguette où figuraient trois moineaux, plus tard remplacés par trois pierrots.
La rue du Mont-Valérien est desservie par la gare du Val d'Or sur la ligne L du Transilien, à laquelle on accède par la rue du Pierrier, ainsi que par la gare des Coteaux, sur la ligne 2 du tramway, au bout de l'avenue de Longchamp.

## Origine du nom
Cette rue tient son nom du mont Valérien, auquel elle permet d'accéder. Il existe aussi une rue du Mont-Valérien à Suresnes et une rue du Mont-Valérien à Nanterre.

## Historique

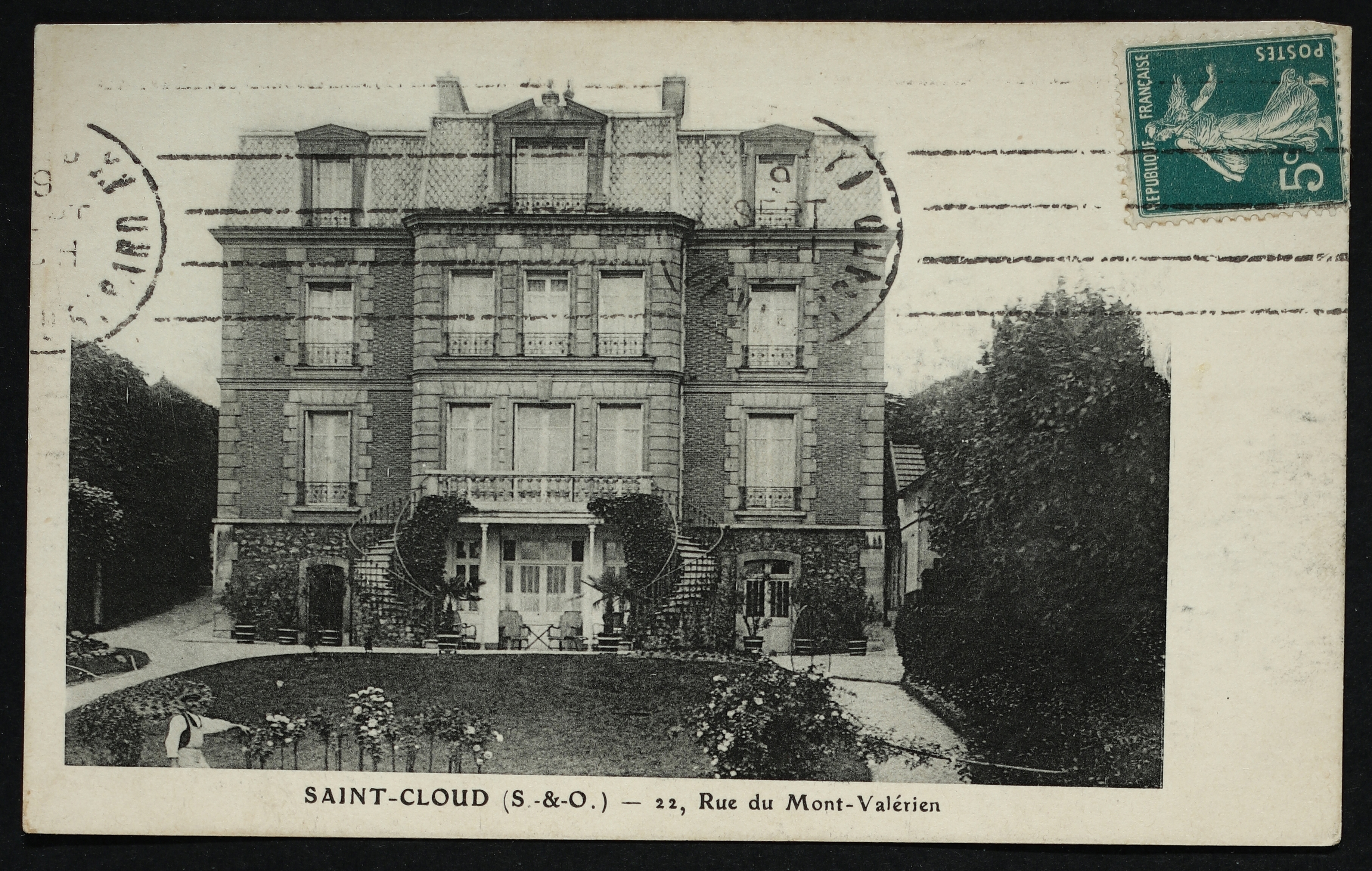
Carte postale ancienne montrant le 11 rue du Mont-Valérien.

La rue du Mont-Valérien est remarquable par le grand nombre de villas de villégiatures construites à la fin du XIXe siècle.

## Bâtiments remarquables et lieux de mémoire
- Jardin des Tourneroches, dont les terrains ont appartenu dans les années 1860 à la famille Goyeneche[5].
- Square Marie-Bonaparte.
- Salle de spectacle Les 3 Pierrots[6], créée dans les années 1970[7].
- Église Notre-Dame-des-Airs de Saint-Cloud, de l'autre côté de la voie ferrée.

## Personnalités
- Le prince André de Grèce et sa famille - notamment son fils Philip - y vécurent en exil à partir de 1922.